# Souahenrê Senebmiou
Souahenrê Senebmiou est un roi de la XIIIe dynastie. 

## Attestations

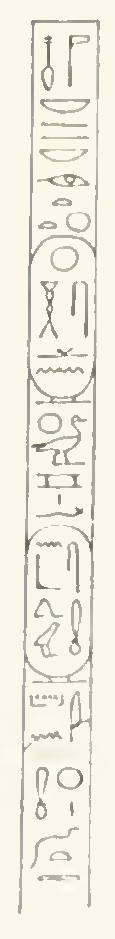
Inscription de Souahenrê Senebmiou, provenant de Deir el-Bahari.

Le roi est probablement cité à la position 8.17 du Canon royal de Turin, où il peut être lu Se[...]enrê, qui lui crédite d'un an de règne. Darrell D. Baker et Kim Steven Bardrum Ryholt notent que cette attribution est loin d'être certaine car elle pourrait également correspondre à un autre obscur roi de cette période portant le nom de Sekhâenrê. Il est également mentionné sur la liste de Karnak à la position 49. 
Les attestations contemporaines de Souahenrê Senebmiou sont peu nombreuses et toutes proviennent de la Haute-Égypte. Darrell D. Baker et Daphna Ben Tor suggèrent que cela pourrait indiquer que la XIIIe dynastie avait perdu le contrôle de la Basse et peut-être de la Moyenne-Égypte à cette époque,. Un fragment de stèle en calcaire découvert par George Willoughby Fraser en 1893 à Gebelein et aujourd'hui au British Museum (BM EA24895) porte la mention « Le fils de Rê, de son corps, Senebmiou ». La stèle représentait autrefois le roi portant la double couronne et faisant probablement une offrande, mais la plus grande partie du relief est perdue. Une autre attestation de Souahenrê Senebmiou a été découverte dans le temple mortuaire de Montouhotep II à Deir el-Bahari, où le côté d'un petit naos porte l'inscription de la titulature du roi,,. Enfin, un bâton portant le nom de Nesout-bity du roi et inscrit pour le « Scellant royal, surveillant des habitants des marais, Senebni » a été trouvé dans une tombe désormais perdue à Cheikh Abd el-Gournah, sur la rive ouest du Nil, en face de Karnak.